# Wolfgang Valousek

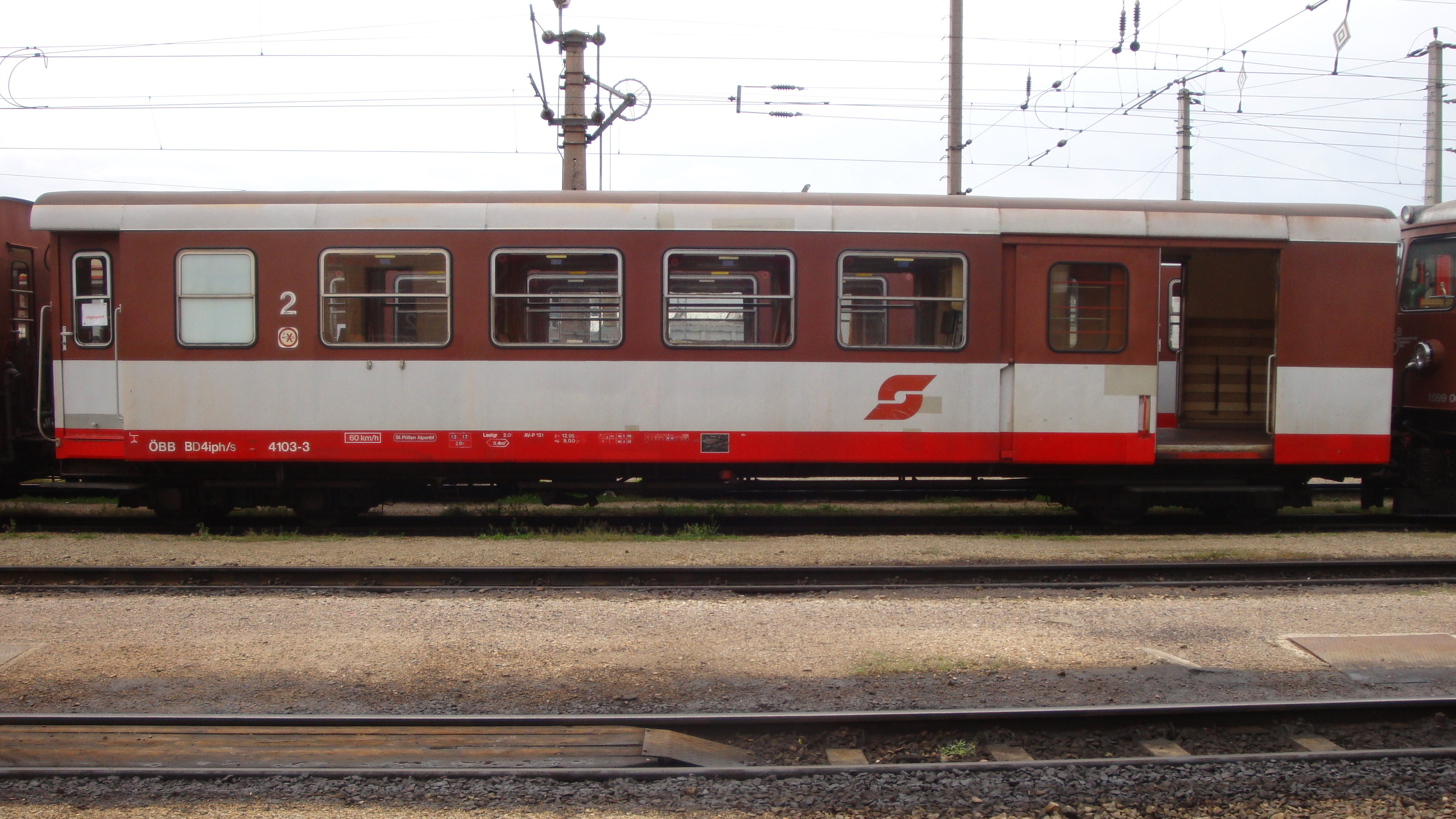
Mariazellerbahn, Valousek-Design

Wolfgang Valousek (* 1947) ist ein österreichischer Architekt und Industriedesigner.
Ab 1966 studierte er Architektur an der Technischen Universität in Wien. Er entwarf das nach ihm benannte Valousek-Design der Österreichischen Bundesbahnen.